# Джоунс (окръг, Тексас)
Вижте пояснителната страница за други населени места с името Джоунс.
Окръг Джоунс (на английски: Jones County) е окръг в щата Тексас, Съединени американски щати. Площта му е 2427 km², а населението - 20 785 души (2000). Административен център е град Ансън.